# Rovine (Gradiška)
Rovine (szerbül: Ровине), falu Gradiška községben, Bosznia-Hercegovinában, Bosanska krajina területén, a Szerb Köztársaságban. 

## Fekvése
Bosznia-Hercegovina északi részén, Banja Lukától légvonalban 34, közúton 38 km-re északra, községközpontjától légvonalban 7, közúton 8 km-re délkeletre, 95-96 méteres magasságban, a Gradiškát Banja Lukáva összekötő főút mentén elterülő síkságon fekszik. 

## Népessége
| Nemzetiségi csoport | Népesség 1991 | Népesség 2013 |
| ------------------- | ------------- | ------------- |
| Szerb               | 304           | 1001          |
| Bosnyák             | 577           | 436           |
| Horvát              | 18            | 8             |
| Jugoszláv           | 0             | 1             |
| Egyéb               | 21            | 33            |
| Összesen            | 1016          | 1478          |

## Története
A település 1878-ig tartozott az Oszmán Birodalomhoz, ekkor a berlini kongresszus határozata alapján az Osztrák-Magyar Monarchia része lett. 1879-ben az első osztrák-magyar népszámlálás során a Berbir községhez tartozó településnek 64 háztartása 285 muszlim, 31 ortodox szerb és 1 római katolikus lakosa volt. 1910-ben a Bosanska Gradiškai járáshoz és Dubrava Turska községhez tartozó településen 61 háztartást, 315 muszlim, 11 ortodox és 6 római katolikus lakost találtak. A monarchia szétesésével 1918-ban előbb a Szerb-Horvát-Szlovén Királyság, majd 1929-től a Jugoszláv Királyság része. 
Jugoszlávia megszállása után a Független Horvát Állam (NDH) része lett. A második világháborúban a településnek 71 halálos áldozata volt. 1945-től a szocialista Jugoszlávia része volt. A boszniai háború idején 1992-ben a falu mecsetét felrobbantották. A daytoni békeszerződést követő területfelosztásnál Bosanska Gradiška község részeként a Szerb Köztársaság területéhez került.

## Nevezetességei
- A falu főutcájában áll a mecset, melyet 1891-ben építettek.[7] Építője Šibić bég volt és a mecset ma is az ő nevét viseli. Az eredeti minaret fából épült. A mecsetet, mely idővel túl kicsinek bizonyult  1973-ban a Rovinai Gyülekezeti Bizottság és az Iszlám Közösség Igazgatósága döntése alapján áthelyeztek a másik oldalra, vagyis a Banja Luka felé vezető út jobb oldalára. A boszniai háború során 1992. november 11-én dinamittal lerombolták.[8] A háború után felújították és 2002. július 26-án nyitották meg hivatalosan. A korszerű, új mecset 13 x 10 méteres, 38 méter magas minarettel.[9]